# Ван Бронкхорст, Джованни
Джова́нни Кристиан ван Бро́нкхорст (нидерл. Giovanni Christiaan van Bronckhorstо файле, произношение [dʒijoːˈvɑni vɑn ˈbrɔŋkɦɔrst]; род. 5 февраля 1975[…], Роттердам, Южная Голландия) — нидерландский футболист и футбольный тренер. Выступал на позициях защитника и полузащитника.
В «Фейеноорд» ван Бронкхорст вернулся (ранее выступал за эту команду в 1994—1998 годах) после того, как поиграл за «Валвейк» (1993—1994), «Рейнджерс» (1998—2001), «Арсенал» (2001—2003) и «Барселону» (2003—2007). Сыграл более 100 матчей за сборную Нидерландов, выступал на трёх чемпионатах мира (1998, 2006 и 2010) и трёх чемпионатах Европы (2000, 2004 и 2008).

## Клубная карьера

### Детство и начало карьеры
Ван Бронкхорст родился в Роттердаме в индонезийско-голландской семье Виктора ван Бронкхорста и Франсьен Сапулете, родом из Молуккских островов. Он начал играть за местный любительский молодёжный клуб ЛГО Роттердам в возрасте 6 лет, а на следующий год поступил в молодёжную академию «Фейеноорда». В 1990 году, в возрасте 15 лет, клуб предложил ему профессиональный контракт.

### «Фейеноорд»
Вместе с молодёжной командой «Фейеноорда», сразу после подписания первого контракта, в 1991 году стал чемпионом молодёжной лиги Нидерландов. Попасть в первую команду ему не удалось, и Джованни был отдан в аренду в «Валвейк», в котором дебютировал в Высшем дивизионе Нидерландов в 1993 году. Джованни вернулся в «Фейеноорд» в начале сезона 1994/95, в котором сыграл всего 10 игр. Начиная с сезона 1995/96 ван Бронкхорст смог стать основным игроком команды, играя в большинстве официальных матчей «Фейеноорда».
В середине девяностых «Фейеноорд» стал неспособным конкурировать с ПСВ и «Аяксом» за лидерство в Высшем дивизионе. Ключевые игроки команды, в частности Хенрик Ларссон, покинули команду. Ван Бронкхорст решил присоединиться к шотландскому «Рейнджерс». Переход состоялся летом 1998 года и обошелся новому клубу в 5,5 млн фунтов стерлингов.

### «Рейнджерс»
Ван Бронкхорст был уже игроком национальной сборной, когда в 1998 году перешёл в «Рейнджерс», присоединившись к своему соотечественнику Дику Адвокату, новому менеджеру шотландского клуба. В первой же игре за «Рейнджерс» в драматическом матче Кубка УЕФА против ирландского «Шелбурна» при счёте 3:0 в пользу ирландцев ван Бронкхорст забил гол, после чего его клуб довёл матч до победы 5:3. Всего за «Рейнджерс» Ван Бронкхорст забил 22 гола (13 в чемпионате, 3 в Кубке Шотландии, 1 в Кубке лиги, 3 в Лиге чемпионов и 2 в Кубке УЕФА), играя в основном роль разыгрывающего полузащитника.

### «Арсенал»
Летом 2001 года ван Бронкхорст перешёл за 8 миллионов фунтов стерлингов в «Арсенал». В Лондоне ему не удалось стать лидером команды, хотя ван Бронкхорст и был основным игроком, сыграв за два сезона 42 матча за «Арсенал» и забив в них всего 2 мяча.

### «Барселона»

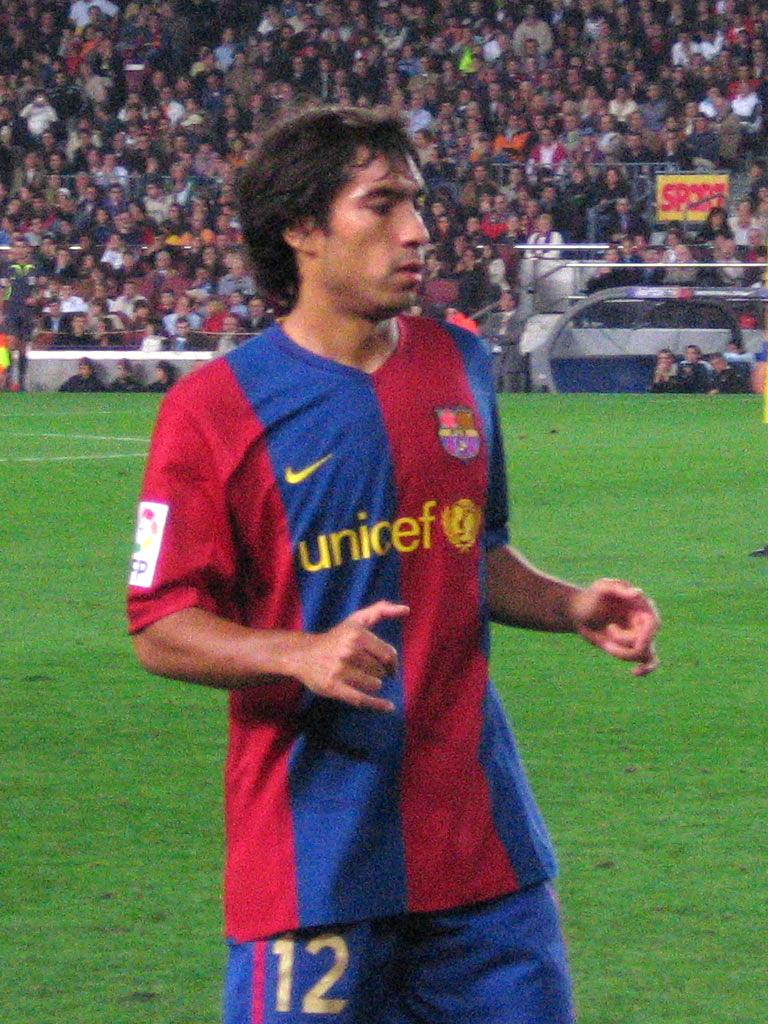
Джованни Ван Бронкхорст в 2006 году

В начале сезона 2003/04 ван Бронкхорст перебрался в «Барселону» на правах годовой аренды с возможностью последующего полного выкупа всех прав на футболиста. Главным тренером клуба на тот момент был Франк Райкард, под руководством которого футболист уже играл за сборную с 1998 по 2000 год.
В Испании Джованни вернулся на свою привычную позицию левого защитника, помог клубу после трёх «не призовых» сезонов выиграть серебряные медали чемпионата Испании. Он стал играть в футболке, на которой было написано только его короткое прозвище «Джо» нидерл. Gio, а не фамилия «Бронкхорст» нидерл. Bronckhorst, которую он носил в предыдущих клубах.
В мае 2004 года ван Бронкхорст был полностью выкуплен у «Арсенала» за 2 млн € и подписал полноценный трёхлетний контракт с «Барселоной». С клубом он выиграл Ла-Лигу в 2005 году, забив в чемпионате 4 гола. В 2006 году он помог своему клубу повторить этот успех, а также выиграть Лигу чемпионов, став единственным игроком, который принял участие во всех матчах Лиги чемпионов того сезона. В 2007 году в команду пришёл Эрик Абидаль, который вытеснил Джованни из основного состава. 21 августа 2007 контракт ван Бронкгорста с «Барселоной» закончился, и он второй раз в своей карьере присоединился на правах свободного агента к «Фейеноорду».

### «Фейеноорд»
Вернувшись в свой родной клуб, ван Бронкхорст стал ключевым игроком команды. В начале своего первого сезона в Роттердаме тогдашний тренер «Фейеноорда» Берт ван Марвейк сделал ван Бронкхорста капитаном команды. В 2008 году он выиграл первый и единственный трофей с клубом — Кубок Нидерландов. 12 мая 2010 Джованни объявил о завершении карьеры футболиста после завершения чемпионата мира 2010 года. Последним матчем футболиста стала товарищеская игра между «Фейеноордом» и «Мальоркой» 25 июля 2010 года.

## Международная карьера

### Начало карьеры
Джованни дебютировал в национальной олимпийской сборной, в составе которой не смог пройти квалификацию на Олимпийские игры 1996 года в Атланте. Свой первый вызов в национальную сборную получил в августе 1996 года от тогдашнего главного тренера сборной Гуса Хиддинка на товарищеский матч против Бразилии на «Амстердам Арене». В 1998 году смог попасть в список футболистов, которые поехали на чемпионат мира, но так ни разу и не вышел на поле, а его партнёры смогли занять 4 место.

### Евро-2000
В сборной Джованни в основном играл на позиции левого атакующего полузащитника. В сборной Нидерландов на домашнем Евро-2000 Джо уступил свою позицию на левом фланге атаки Марку Овермарсу и Будвейну Зендену. Поэтому ван Бронкхорст занял место левого защитника, однако и здесь он уступал ветерану Артуру Нюману, который завершил карьеру сразу после окончания европейского турнира. После чего все тренеры национальной команды постоянно вызывали ван Бронкхорста на матчи сборной.

### ЧМ-2002
Неудача постигла сборную Нидерландов в квалификации к чемпионату мира 2002 года — «оранжевые» не смогли попасть в финальную стадию, пропустив в квалификации вперёд сборные Португалии и Ирландии. После этой провальной кампании главный тренер Луи ван Гал был отправлен в отставку. Сам Ван Бронкхорст сыграл в четырёх матчах квалификации и забил один гол.

### Евро-2004
Новый тренер сборной Дик Адвокат снова вернул футболиста на позицию левого защитника. На Евро-2004 Нидерланды дошли до полуфинала, уступив Португалии.

### ЧМ-2006
На чемпионате мира 2006 сборная Нидерландов вновь уступила Португалии, на этот раз в 1/8 финала. Джованни был основным игроком сборной в квалификации и в финальной стадии. А в последнем матче сборной на мундиале при счёте 1:0 в пользу португальской команды был удалён. Кроме него с поля были удалены ещё три футболиста, а кроме того, обе сборные получили 16 жёлтых карточек.

### Евро-2008
28 марта 2007 года в отборочном матче Евро-2008 Ван Бронкхорст забил победный гол в ворота Словении (1:0). Благодаря этому «оранжевые» смогли в конечном этапе занять второе место в группе и пройти в финальную стадию.
На самом турнире во время матча против сборной Италии (3:0) Джованни отдал голевой пас и сам забил третий гол сборной.
Ещё до Евро-2008 тогдашний капитан сборной Эдвин ван дер Сар заявил о своём намерении уйти из сборной после завершения турнира. Он сыграл свою последнюю игру как капитан против сборной России, которая завершилась поражением 3:1 в дополнительное время и вылетом Нидерландов с турнира. Сразу после этого ван Бронкхорст был выбран новым капитаном.

### ЧМ-2010
Джованни был основным игроком в квалификации к мундиалю, в связи с чем был прогнозируемо включён в предварительный состав команды на турнир. 27 мая 2010 года тогдашний менеджер сборной Берт ван Марвейк включил ван Бронкхорста в состав 23 футболистов сборной, к тому же как капитана команды.
Джованни ван Бронкхорст провёл свой сотый матч за сборную в первом матче Нидерландов на турнире, где они встретились со сборной Дании. В полуфинале против сборной Уругвая, который Нидерланды выиграли со счётом 3:2, он забил свой единственный гол в финальной части чемпионатов мира. «Sky Sports» признал этот гол одним из самых красивых на турнире.
В финале против сборной Испании ван Бронкхорст был заменён на 105-й минуте на Эдсоном Брафгейдом при счете 0:0, а роковой для Нидерландов гол Андреса Иньесты состоялся на 116-й минуте. Несмотря на второе место, ван Бронкхорст заявил, что он все равно был горд достижением команды.
Сразу после этого матча футболист завершил свою профессиональную футбольную карьеру.

### Голы за сборную
| N  | Дата            | Место                 | Соперник  | Счёт | Результат | Турнир                  |
| -- | --------------- | --------------------- | --------- | ---- | --------- | ----------------------- |
| 1. | 4 июня 1997     | Йоханнесбург, ЮАР     | ЮАР       | 0:1  | 0:2       | Товарищеский матч       |
| 2. | 2 сентября 2000 | Амстердам, Нидерланды | Ирландия  | 2:2  | 2:2       | Квалификация на ЧМ 2002 |
| 3. | 12 февраля 2003 | Амстердам, Нидерланды | Аргентина | 1:0  | 1:0       | Товарищеский матч       |
| 4. | 28 марта 2007   | Целе, Словения        | Словения  | 0:1  | 0:1       | Квалификация на ЧЕ 2008 |
| 5. | 9 июня 2008     | Берн, Швейцария       | Италия    | 3:0  | 3:0       | Евро-2008               |
| 6. | 6 июля 2010     | Кейптаун, ЮАР         | Уругвай   | 1:0  | 3:2       | ЧМ-2010                 |

## Карьера тренера
21 июля 2011 года вернулся в свой родной «Фейеноорд», приняв предложение войти в тренерский штаб Рональда Кумана. Летом 2014 года продолжил работать с клубом и после вступления на тренерский мостик Фреда Рюттена.
23 марта 2015 было сообщено, что ван Бронкхорст станет новым главным тренером «Фейеноорда» по окончании сезона, поскольку руководство клуба решило не продлевать однолетний контракт с Рюттеном. Официальное назначение ван Бронкхорста произошло 18 мая 2015, на следующий день после освобождения его предшественника. 18 ноября 2021 года был назначен на должность главного тренера «Рейнджерс», сменив на этом посту Стивена Джеррарда. С новой командой ван Бронкхорст в первом сезоне дошёл до финала Лиги Европы, где в послематчевой серии пенальти уступил франкфуртскому «Айнтрахту».
C 5 июня 2024 занимал должность главного тренера турецкого «Бешикташа», с которым в первый же сезон выиграл суперкубок Турции, однако в ноябре был уволен за неудовлетворительные результаты в чемпионате страны, команда шла на 6-м месте.

## Статистика

### Игровая
| Выступление      | Выступление      | Выступление      | Чемпионат | Чемпионат | Кубки | Кубки | Еврокубки | Еврокубки | Прочие | Прочие | Итого | Итого |
| Клуб             | Лига             | Сезон            | Игры      | Голы      | Игры  | Голы  | Игры      | Голы      | Игры   | Голы   | Игры  | Голы  |
| ---------------- | ---------------- | ---------------- | --------- | --------- | ----- | ----- | --------- | --------- | ------ | ------ | ----- | ----- |
| Валвейк          | Эредивизи        | 1993/94          | 12        | 2         | 0     | 0     | 0         | 0         | 3      | 1      | 15    | 3     |
| Валвейк          | Итого            | Итого            | 12        | 2         | 0     | 0     | 0         | 0         | 3      | 1      | 15    | 3     |
| Фейеноорд        | Эредивизи        | 1994/95          | 10        | 1         | 1     | 0     | 0         | 0         | 0      | 0      | 11    | 1     |
| Фейеноорд        | Эредивизи        | 1995/96          | 33        | 9         | 0     | 0     | 7         | 0         | 1      | 0      | 41    | 9     |
| Фейеноорд        | Эредивизи        | 1996/97          | 34        | 4         | 0     | 0     | 6         | 0         | 0      | 0      | 40    | 4     |
| Фейеноорд        | Эредивизи        | 1997/98          | 32        | 8         | 1     | 0     | 8         | 2         | 0      | 0      | 41    | 10    |
| Фейеноорд        | Итого            | Итого            | 109       | 22        | 2     | 0     | 21        | 2         | 1      | 0      | 133   | 24    |
| Рейнджерс        | Премьершип       | 1998/99          | 35        | 7         | 9     | 1     | 9         | 2         | 0      | 0      | 53    | 10    |
| Рейнджерс        | Премьершип       | 1999/00          | 27        | 4         | 6     | 2     | 12        | 0         | 0      | 0      | 45    | 6     |
| Рейнджерс        | Премьершип       | 2000/01          | 11        | 2         | 1     | 1     | 7         | 3         | 0      | 0      | 19    | 6     |
| Рейнджерс        | Итого            | Итого            | 73        | 13        | 16    | 4     | 28        | 5         | 0      | 0      | 117   | 22    |
| Арсенал (Лондон) | Премьер-лига     | 2001/02          | 21        | 1         | 5     | 0     | 7         | 0         | 0      | 0      | 33    | 1     |
| Арсенал (Лондон) | Премьер-лига     | 2002/03          | 21        | 1         | 6     | 0     | 4         | 0         | 0      | 0      | 31    | 1     |
| Арсенал (Лондон) | Премьер-лига     | 2003/04          | 0         | 0         | 0     | 0     | 0         | 0         | 1      | 0      | 1     | 0     |
| Арсенал (Лондон) | Итого            | Итого            | 42        | 2         | 11    | 0     | 11        | 0         | 1      | 0      | 65    | 2     |
| Барселона        | Примера          | 2003/04          | 34        | 1         | 5     | 0     | 5         | 0         | 0      | 0      | 44    | 1     |
| Барселона        | Примера          | 2004/05          | 29        | 4         | 1     | 0     | 8         | 0         | 0      | 0      | 38    | 4     |
| Барселона        | Примера          | 2005/06          | 19        | 0         | 4     | 1     | 13        | 0         | 0      | 0      | 36    | 1     |
| Барселона        | Примера          | 2006/07          | 23        | 0         | 6     | 1     | 4         | 0         | 3      | 0      | 36    | 1     |
| Барселона        | Итого            | Итого            | 105       | 5         | 16    | 2     | 30        | 0         | 3      | 0      | 154   | 7     |
| Фейеноорд        | Эредивизи        | 2007/08          | 32        | 7         | 6     | 0     | 0         | 0         | 0      | 0      | 38    | 7     |
| Фейеноорд        | Эредивизи        | 2008/09          | 27        | 1         | 3     | 0     | 5         | 1         | 3      | 0      | 38    | 2     |
| Фейеноорд        | Эредивизи        | 2009/10          | 29        | 0         | 4     | 2     | 0         | 0         | 0      | 0      | 33    | 2     |
| Фейеноорд        | Итого            | Итого            | 88        | 8         | 13    | 2     | 5         | 1         | 3      | 0      | 109   | 11    |
| Всего за карьеру | Всего за карьеру | Всего за карьеру | 429       | 52        | 58    | 8     | 95        | 8         | 11     | 1      | 593   | 69    |

### Тренерская
| Команда       | Начало работы  | Завершение работы | Показатели | Показатели | Показатели | Показатели | Показатели |
| Команда       | Начало работы  | Завершение работы | М          | В          | Н          | П          | % побед    |
| ------------- | -------------- | ----------------- | ---------- | ---------- | ---------- | ---------- | ---------- |
| Фейеноорд     | 18 мая 2015    | 30 июня 2019      | 176        | 109        | 24         | 43         | 061,93     |
| Гуанчжоу Фули | 4 января 2020  | 3 декабря 2020    | 23         | 8          | 4          | 11         | 034,78     |
| Рейнджерс     | 18 ноября 2021 | 21 ноября 2022    | 68         | 42         | 11         | 15         | 061,76     |
| Бешикташ      | 5 июня 2024    | н.в.              | 0          | 0          | 0          | 0          | —          |
| Итого         | Итого          | Итого             | 267        | 159        | 39         | 69         | 059,55     |

## Достижения

### Как игрока
«Фейеноорд»
- Обладатель Кубка Нидерландов: 1994/95, 2007/08

«Рейнджерс»
- Чемпион Шотландии: 1998/99, 1999/2000
- Обладатель Кубка Шотландии: 1998/99, 1999/2000
- Обладатель Кубка шотландской лиги: 1998/99

«Арсенал»
- Чемпион Англии: 2001/02
- Обладатель Кубка Англии: 2002, 2003

«Барселона»
- Чемпион Испании: 2004/05, 2005/06
- Обладатель Суперкубка Испании: 2005, 2006
- Победитель Лиги чемпионов УЕФА: 2005/06

Сборная Нидерландов
- 4-е место на чемпионате мира: 1998
- Бронзовый призёр чемпионата Европы: 2000, 2004
- Серебряный призёр чемпионат мира: 2010

### Как тренера
«Фейеноорд»
- Чемпион Нидерландов: 2016/17
- Обладатель Кубка Нидерландов: 2015/16, 2017/18
- Обладатель Суперкубка Нидерландов: 2017, 2018

«Рейнджерс»
- Обладатель Кубка Шотландии: 2021/22

«Бешикташ»
- Обладатель Суперкубка Турции: 2024

### Личные
- Рыцарь ордена Оранских-Нассау (2010)[18]